# شرق الصين

منطقة شرق الصين.

الصين الشرقية أو شرق الصين (بالصينية: 华东地区) تعرف بأنها المنطقة الجغرافية الثقافية التي تغطي المساحة الساحلية الشرقية من الصين.

## التقسيمات الإدارية
محافظات تحكمها الصين وتدّعى تايوان بعائديتها لها
| GB | ISO no | محافظة   | الاسم بالصينية        | العاصمة  | السكان     | الكثافة  | المساحة | المختصر/الرمز |
| -- | ------ | -------- | --------------------- | -------- | ---------- | -------- | ------- | ------------- |
| SH | 31     | شنغهاي   | 上海市 Shànghǎi Shì   | Shanghai | 23,019,148 | 3,630.20 | 6,341   | 沪 Hù         |
| JS | 32     | جيانغسو  | 江苏省 Jiāngsū Shěng  | نانجينغ  | 78,659,903 | 766.66   | 102,600 | 苏 Sū         |
| ZJ | 33     | تشيجيانغ | 浙江省 Zhèjiāng Shěng | هانغتشو  | 54,426,891 | 533.59   | 102,000 | 浙 Zhè        |
| AH | 34     | آنهوي    | 安徽省 Ānhuī Shěng    | خفي      | 59,500,510 | 425.91   | 139,700 | 皖 Wǎn        |
| FJ | 35     | فوجيان   | 福建省 Fújiàn Shěng   | فوزهو    | 36,894,216 | 304.15   | 121,300 | 闽 Mǐn        |
| JX | 36     | جيانغشي  | 江西省 Jiāngxī Shěng  | نانتشانغ | 44,567,475 | 266.87   | 167,000 | 赣 Gàn        |
| SD | 37     | شاندونغ  | 山东省 Shāndōng Shěng | جينان    | 95,793,065 | 622.84   | 153,800 | 鲁 Lǔ         |

منطقة متنازع عليها
ادّعاءات الصين - *
ادّعاءات تايوان - **
| اسم                                                           | الصينية           | بينيين | اختصار              | عاصمة المقاطعة (省會/shěnghuì)     | الصينية          | بينيين                     | تقسيم على مستوى المحافظة         |
| ------------------------------------------------------------- | ----------------- | ------ | ------------------- | ---------------------------------- | ---------------- | -------------------------- | -------------------------------- |
| مقاطعة فوجيان (ROC) (كنمن وماتسو)**                           | 福建              | Fújiàn | 閩 mǐn              | Chincheng**                        | 金城**           | Jīnchéng**                 | قائمة تقسيم على مستوى المحافظة** |
| مقاطعة تايوان (الصين)** مقاطعة تايوان، جمهورية الصين الشعبية* | 台灣/臺灣** 台湾* | Táiwān | 台/臺 tái** 台 tái* | تشونغشينغ القرية الجديدة** تايبيه* | 中興新村** 台北* | Zhōngxīng Xīncūn** Táiběi* | قائمة التقسيمات الإدارية**       |

## وصلات خارجية
- - ويكيميديا